# Expulsión de gitanos de Francia en 2010

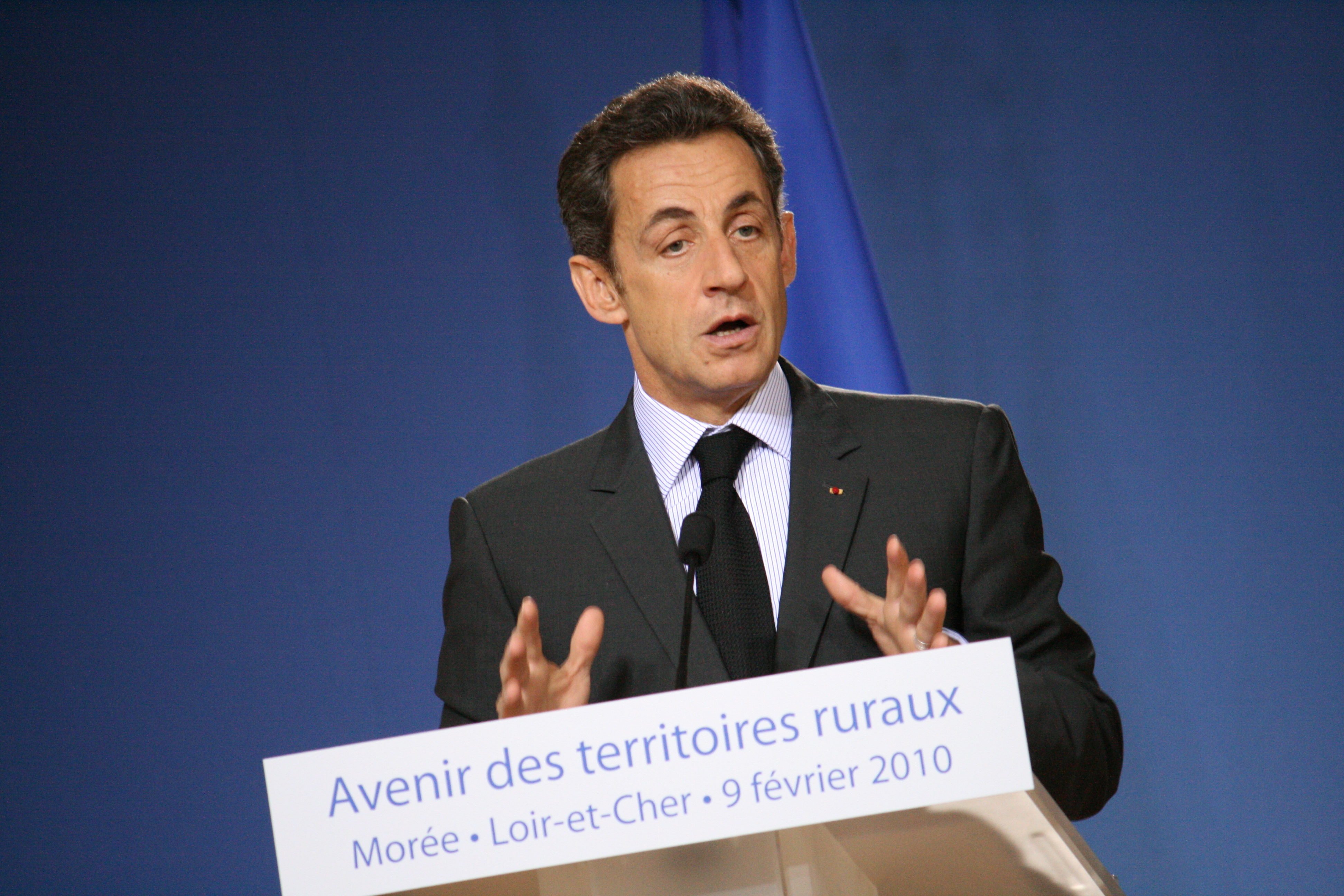
Nicolas Sarkozy en 2010.

El presidente de Francia, Nicolas Sarkozy, comenzó en julio de 2010 a ejecutar planes de expulsión de todos los gitanos no franceses que vivían en "situación irregular" en este país. La mayoría fueron deportados a Rumania y Bulgaria, sus países de origen.
El Gobierno francés inició el desmantelamiento de los asentamientos gitanos tras los incidentes violentos que tuvieron lugar en la localidad de Saint Aignan, después de que un policía matase a un joven gitano durante una persecución. El trágico episodio dio lugar a disturbios callejeros en la localidad, incluido el ataque de medio centenar de personas al cuartel de la Gendarmería.

## Antecedentes
El Gobierno francés aplicó de forma sistemática y acelerada las expulsiones de gitanos que ya se venían produciendo desde hacía unos cinco años. Según denunció la Federación Internacional por los Derechos Humanos, Francia habría expulsado a 25 gitanos búlgaros y rumanos al día en 2009, lo que supondría un número total de deportados ese año cercano a 9.000. El Gobierno francés rebajó esta cifra a la mitad, unos 4.500. La iniciativa francesa siguió al denominado "plan de seguridad" adoptado por Italia en 2008, cuando el Gobierno de Silvio Berlusconi calificó a los denominados "nómadas" de "amenaza para la seguridad nacional" e impuso una legislación de emergencia que propició expulsiones de gitanos no italianos. Los censos llevados a cabo entonces en los asentamientos gitanos italianos provocaron el éxodo de unas 12.000 personas de esta etnia a España, Francia y Suiza.

## Población gitana en Francia
La comunidad gitana en Francia está compuesta por al menos 400.000 personas. Las expulsiones, no obstante, se centraron en las cerca de 15.000 personas que habían ido llegando desde Rumanía y Bulgaria desde que estos dos países ingresaron en la Unión Europea en 2007. De estos últimos, entre 5.000 y 7.000 eran menores de edad.

## Expulsiones
Los campamentos donde vivían los gitanos eran desmantelados a la fuerza por la policía, generalmente a primera hora de la mañana. Los expulsados eran devueltos a sus países de origen en vuelos especialmente fletados para ello. En los primeros 15 días tras la aprobación de la medida, las fuerzas de seguridad desmantelaron más de 40 asentamientos. En todo el país existían más de 600. Los deportados recibieron, aparte del billete de avión, ayudas económicas de 300 euros por cada adulto y 100 por niño.

## Posición del gobierno y sociedad francesa
El Gobierno francés consideró a los gitanos romaníes que vivían en situación irregular un grupo implicado en actividades ilícitas y una amenaza para el orden público, por lo que, pese a que no se llevaron a cabo procesos legales en este sentido, esgrimió razones de seguridad y de lucha contra la delincuencia para justificar su decisión. Destacó asimismo que la mayoría vivía en asentamientos ilegales, o campamentos, sin condiciones mínimas de habitabilidad y con altos índices de criminalidad y de comportamientos antisociales como "robos reiterados y mendicidad agresiva".
No obstante, quienes criticaron la medida, entre ellos los partidos de izquierda, en la oposición, denunciaron que se trataba de un intento del presidente para aumentar su popularidad de cara a las próximas elecciones, ya que la baza de apostar fuerte por una política de seguridad le había sido favorable al jefe del Estado en ocasiones anteriores.
La tasa de popularidad de Sarkozy recuperó dos puntos entre julio y agosto de 2010 (la primera vez que subía después de varios meses), según el diario Le Parisien, situándose en el 34%. Sin embargo, en el último sondeo de este diario, publicado el primer fin de semana de septiembre, el porcentaje había vuelto a caer al 32%. El 79% de los encuestados en un sondeo publicado por el diario francés Le Figaro se mostraba a favor del desmantelamiento de los poblados (el 94% entre los votantes de derechas). Este porcentaje se situaba en el 62% en otra encuesta publicada por L'Humanité.
Miles de personas se manifestaron a principios de septiembre en diversas ciudades francesas contra la política del Gobierno galo de expulsar a los gitanos en unas marchas convocadas por un centenar de asociaciones y ONG, con el apoyo de partidos políticos de izquierda. A lo largo del día se realizaron otras concentraciones en las principales ciudades europeas, entre ellas Madrid, Barcelona, Roma, Londres, Bruselas, Viena y Budapest.

## Controversia sobre la legalidad de la medida
Según dijo el ministro galo del Interior, Brice Hortefeux, París "está cumpliendo con las normas europeas. De lo que se trata es de que se cumpla la ley, y cuando un ciudadano europeo no tiene medios de subsistir en Francia, no tiene derecho a quedarse más de tres meses".
Rumanía y Bulgaria formaban parte de la Unión Europea desde 2007, pero, como ocurre con cualquier nuevo Estado miembro, algunos socios comunitarios aplicaron periodos transitorios con restricciones para los nacionales de estos países, fundamentalmente en materia de trabajo. En el caso de Francia el periodo de transición era hasta 2012, aunque podía ampliarse dos años más. Mientras, rumanos y búlgaros podían entrar sin ningún requisito y estar tres meses sin tener que justificar su estancia, pero después se les podía expulsar si no disponían de una tarjeta de residencia que, a su vez, solo se obtenía con un contrato de trabajo. No obstante, paradójicamente, no existía ninguna norma que les impidiera volver a Francia si lo deseaban, y residir de forma legal durante otros tres meses antes de que pudiesen volver a ser expulsados.

## Críticas internacionales a las expulsiones
Las expulsiones fueron muy duramente criticadas, tanto por las asociaciones gitanas como por numerosas organizaciones políticas y de defensa de los derechos humanos de todo el mundo. También recibieron la condena de organismos oficiales e instituciones, como las Naciones Unidas, el Parlamento Europeo o la Santa Sede.
Las críticas se basaban en que, aparte de que la medida iría en contra del espíritu de la legislación europea, se trataba de una iniciativa xenófoba y discriminatoria, ya que criminalizaba a un individuo por su pertenencia a una etnia determinada.
- La Comisión Europea contra el Racismo y la Intolerancia, del Consejo de Europa, aseguró que "las declaraciones de responsables de alto rango, además de las acciones llevadas a cabo por el Gobierno francés, han estigmatizado a los gitanos de origen extranjero en ese país".

- El Comité de las Naciones para la Eliminación de la Discriminación Racial criticó a Francia por las repatriaciones y le aconsejó actuar respetando plenamente los derechos humanos.

- La Comisión Europea estudió la legalidad de las expulsiones de gitanos en Francia y, en concreto, si se estaba respetando el derecho a la libertad de circulación de los europeos y la Carta de Derechos Fundamentales.

- Amnistía Internacional hizo un llamamiento a las autoridades francesas para que se centrasen en luchar contra la discriminación más que en hacer "declaraciones provocadoras" que establecían vínculos entre un colectivo concreto y "una supuesta criminalidad".

- La Unión Romaní española, amparada por la Unión Romaní Internacional, mostró su intención de llevar a Sarkozy ante los tribunales.

- El secretario del Pontificio Consejo para la Pastoral de los Emigrantes e Itinerantes de la Santa Sede, Agostino Marchetto, recordó que los gitanos "también fueron víctimas de un Holocausto (Porraimos)" y que todavía hoy "viven huyendo de quien les persigue". La iglesia católica, incluyendo al Papa, se opusieron a la medida francesa desde el primer momento.

- En España, el Movimiento contra la Intolerancia anunció que se impulsaría una iniciativa legislativa popular de ámbito europeo para garantizar los derechos fundamentales de los gitanos, la libertad de circulación y la igualdad de trato. En Madrid, asociaciones gitanas y otros movimientos sociales entregaron un manifiesto a favor de la "ciudadanía plena" de los gitanos europeos al representante de la Comisión Europea en España, y exigieron al Gobierno español que abandonase el "silencio" ante las expulsiones de Francia.

## Reacciones en los países de origen
Tras la llegada de los primeros gitanos deportados, el presidente rumano, Traian Basescu, reclamó un plan de integración a nivel europeo. Tanto Rumanía como Bulgaria alertaron sobre posibles reacciones xenófobas y recordaron que no podían cerrar sus fronteras. El ministro de Asuntos Exteriores rumano, Teodor Baconschi, expresó su "inquietud" por el posible riesgo de "una escalada populista y reacciones xenófobas".